# Gemeiner Wurzelschwamm
|  | Dieser Artikel wurde aufgrund von formalen oder inhaltlichen Mängeln in der Qualitätssicherung Biologie im Abschnitt „Mykologie“ zur Verbesserung eingetragen. Dies geschieht, um die Qualität der Biologie-Artikel auf ein akzeptables Niveau zu bringen. Bitte hilf mit, diesen Artikel zu verbessern! Artikel, die nicht signifikant verbessert werden, können gegebenenfalls gelöscht werden. Lies dazu auch die näheren Informationen in den Mindestanforderungen an Biologie-Artikel. Begründung: Der Artikeltext fasst die Art noch im weiteren Sinne auf und bedarf deshalb der Überarbeitung – einen Überblick lieferte die TU München (Memento vom 30. August 2014 im Internet Archive). --Ak ccm (Diskussion) 02:46, 16. Feb. 2014 (CET) |

Der Gemeine Wurzelschwamm (Heterobasidion annosum) ist eine Pilzart aus der Familie der Bergporlingsverwandten. Als Forstschädling verursacht er in den befallenen Fichten eine Rotfäule. Diese Kernfäule ist ökonomisch sehr bedeutend. Zumindest vegetativ, also ohne zusätzliches Inerscheinungtreten seiner Fruchtkörper, ist der Wurzelschwamm in allen (auch ehemaligen) Waldgebieten als äußerst häufig zu bezeichnen.

## Merkmale

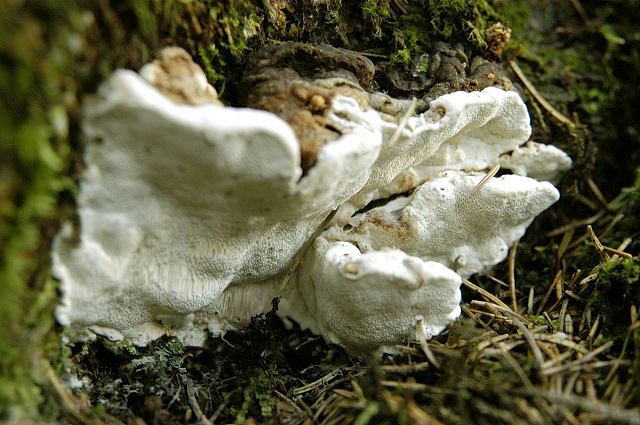
Halbresupinate Form

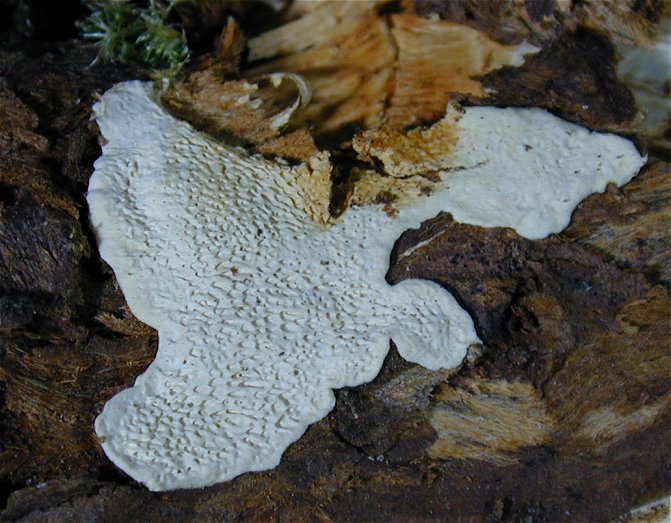
Resupinate Form

### Makroskopische Merkmale
Die Fruchtkörper des Wurzelschwammes können als flache Hüte, halbresupinat oder resupinat (am Substrat anliegend) ausgebildet sein. Die Hüte besitzen eine scharfe Kante (nicht abgerundet) und sind häufig unregelmäßig miteinander verwachsen. Sie erreichen eine Breite von 5 bis 15 Zentimetern und eine Länge von 1 bis 8 Zentimetern (gemessen vom Substrat zur Hutkante); in der Mitte werden sie ein bis zwei Zentimeter dick. Die Färbung reicht von grau über rot bis dunkelbraun; Zuwachskanten sind weiß.
Die runzelige Oberseite ist feinfilzig, verkahlt später jedoch; sie kann auch gezont sein. Sie besteht aus einer dünnen schwarzen Kruste, die sich leicht eindrücken lässt. Beim getrockneten Fruchtkörper erscheint sie als dunkle, glänzende Linie; die Trama ist im Gegensatz dazu weißlich bis holzfarben getönt und besitzt eine korkig-zähe, im getrockneten Zustand eine holzige Konsistenz. Sie verfärbt sich mit Melzers Reagenz dunkel rötlichbraun.
Auf der Unterseite befinden sich die Röhren, deren jahrweise Schichtung ziemlich schlecht erkennbar ist. Die kleinen, rundlichen Poren sind cremeweißlich bis ockergelblich gefärbt. Das Sporenpulver ist weiß.

### Mikroskopische Merkmale
Die generativen Hyphen sind hyalin. Sie besitzen schnallenlose Septen (Trennwände). Die Skeletthyphen sind ebenfalls hyalin und meist unverzweigt. Sie verfärben sich in Melzers Reagenz oder Lugol weinrot (dextrinoid) und deren Zellwände mit Baumwollblau violett (cyanophil).
Die Basidien sind hyalin, keulig geformt und besitzen keine basale Schnalle; sie bilden jeweils vier Sporen. Diese sind ebenfalls hyalin, breit ellipsoid bis kugelig und messen 4–7 × 3–5 Mikrometer. Sie besitzen eine feinwarzige Oberfläche und eine dünne Außenwand, die sich in Melzers Reagenz leicht verfärben (schwach amyloid).
Wo keine Fruchtkörper ausgebildet werden, lassen sich Vorkommen dieses Pilzes an frischem, feuchtem Holz an den zahlreichen Konidien mikroskopisch nachweisen, die an aufgeblähten Hyphenenden gebildet werden.

## Artabgrenzung
Der Wurzelschwamm ist durch seine oberseits unauffälligen und meist kleinen Fruchtkörper, die tief am Stamm oder auf oberflächlichen Wurzeln hervortreten, generativ meist schwer auffindbar, obwohl er vegetativ als äußerst häufig bezeichnet werden muss. Blass bräunliche Exemplare können mit der Reihigen Tramete (Antrodia serialis) verwechselt werden, die aber keine Hutkruste besitzt und deren Myzel im Holz eine würfelige Braunfäule erzeugt.
Der Wurzelschwamm kann außerdem mit anderen Arten der Gattung Heterobasidion verwechselt werden.

## Ökologie
Der Wurzelschwamm kann in praktisch allen Waldarten gefunden werden. Aufgrund seiner Vorliebe für Fichten ist er in Fichtenforsten besonders häufig. Gelegentlich ist der Pilz auch in Parks, Gärten und ähnlichen Anlagen anzutreffen. An einzeln oder in kleineren Gruppen stehenden Bäumen ist er jedoch selten.
Der Wurzelschwamm lebt parasitisch am Stammgrund, an Wurzeln oder Stümpfen verschiedener Nadel- und Laubbäume. Dabei ruft sein Myzel nacheinander alle Phasen der Holzvermorschung hervor. Die Sporen sind meist zu über 90 Prozent keimfähig. Sie können bei feuchten und kühlen Bedingungen deutlich besser keimen als bei Trockenheit.
Die Fruchtkörper sind mehrjährig und daher das ganze Jahr über zu finden. Das Wachstum und die Sporulation setzen im Süden Deutschlands kurz nach dem Frühlingsanfang ein und halten das ganze Jahr durchgehend an. Dieser Prozess ist weitgehend unabhängig von der Temperatur und wird höchstens durch extrem kalte oder trockene Bedingungen für kurze Zeit unterbrochen. Selbst ein abruptes Einfrieren auf −18 Grad Celsius können die Fruchtkörper und Sporen in feuchtem Milieu überstehen. Die Sporenproduktion verläuft zyklisch, wobei das Maximum um Mitternacht und das Minimum während der Mittagszeit liegt.

### Schadwirkung

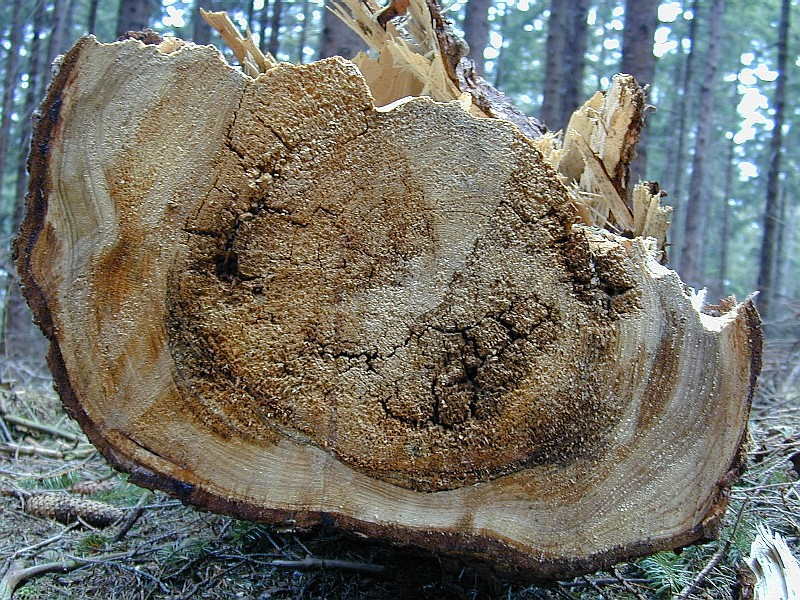
Rotfäule in Fichtenholz

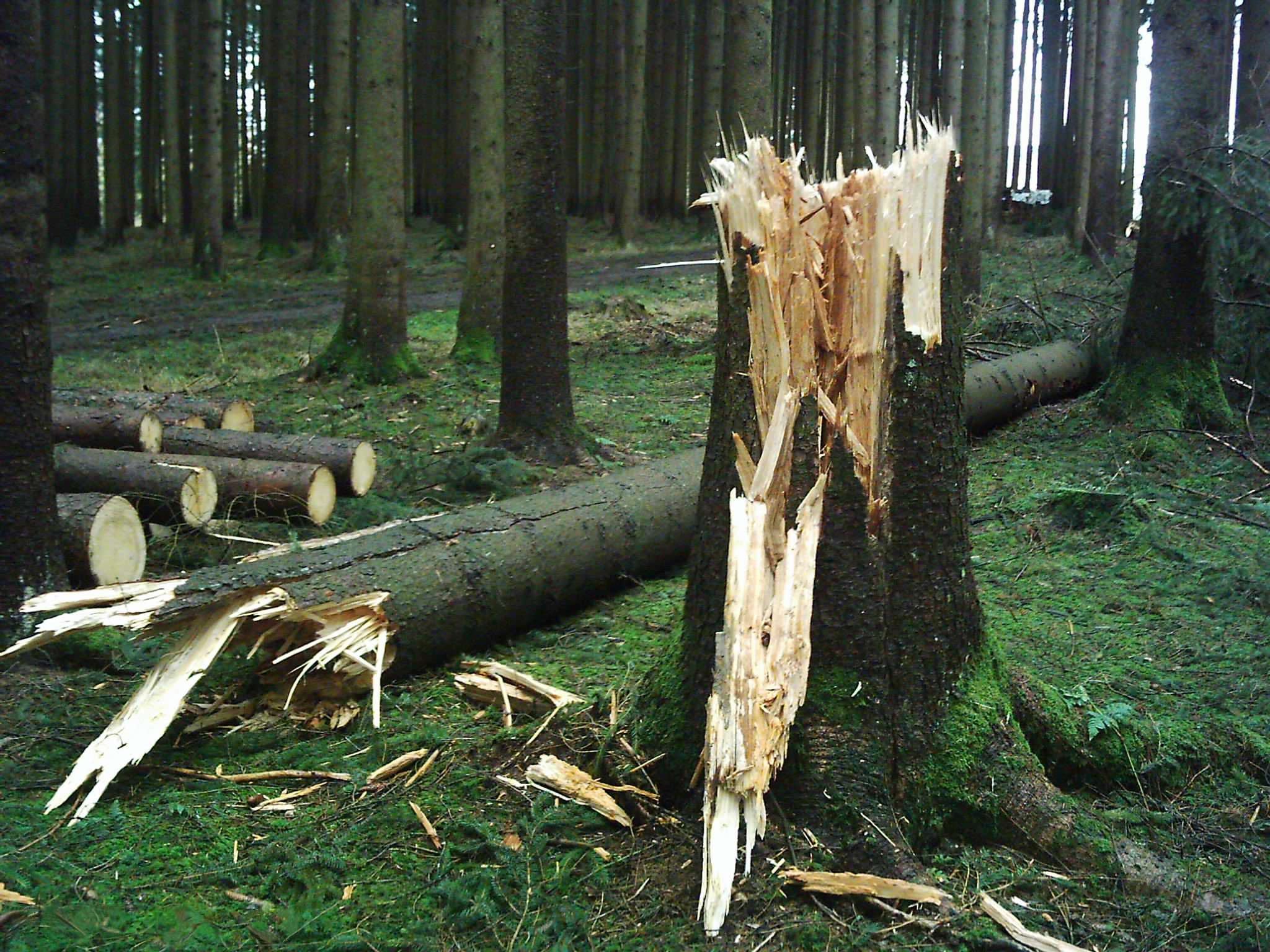
Rotfäule im unteren Stammbereich einer sturmgeworfenen Fichte

Besonders in jungen Fichten-Monokulturen kann der Wurzelschwamm große Schäden verursachen, die sich auf Millionenhöhe belaufen können. In natürlichen Mischwäldern stellt er hingegen keine ernsthafte Bedrohung dar. Aus diesem Grund wurde der Pilz von Seiten der Forstwirtschafter als „Schädling“ und von Naturschützern als „Nützling“ aufgefasst. Folglich geriet der Wurzelschwamm immer wieder in Diskussionen bezüglich seiner Rolle im Ökosystem Wald.

#### Infektion
Die Infektion kann entweder durch eine primäre Infektion oder durch eine sekundäre Infektion erfolgen:
1. Basidiosporen werden über die Luft übertragen und können Stöcke oder Wunden im Wurzel- und Stockbereich besiedeln; eine Direktinfektionen intakter Wurzeln durch Basidiosporen ist auch möglich (primäre Infektion).
2. Eine Infektion des Wurzelsystems von Stöcken und lebenden Bäumen erfolgt durch eine Übertragung auf benachbarte Bäume mittels Wurzelkontakte (sekundäre Infektion). 
3. Weiter ist eine Infektion von Stöcken auf Kahlschlägen oder durch infiziertes Material im Boden möglich, welche über Wurzelkontakte zur Übertragung von H. annosum auf Bäume der nächsten Generation führt (sekundäre Infektion).
Betroffen sind meist Stümpfe mit einem Durchmesser von etwa zehn Zentimeter, was einem Holzalter von 15 bis 20 Jahren entspricht.
Eine gegenüber Wurzelverwachsungen sehr erheblich beschleunigte Infektion anderer Bäume erfolgt durch Schälung.
Besonders gefährdet sind Erstaufforstungen auf ehemals landwirtschaftlich genutzten, gekalkten Flächen, wobei ein hoher pH-Wert (> 5,5) die Krankheit begünstigt. Weiterhin erhöhen ein karbonathaltiger Boden, dichtgelagerte, flachgründige, wechselfeuchte und sandige Böden das Risiko eines Befalls.

#### Krankheitsbild
Das Myzel dringt bei Fichten nach der Infektion in den Stamm vor und wächst aufwärts. Es kann innerhalb eines Jahres bis zu einem halben Meter emporsteigen und bis in eine Höhe von sechzehn Meter vordringen. Der Pilz verursacht eine spezielle Weißfäule im Kernholz, die aufgrund ihrer rötlich-bräunlichen Farbe auch als Rotfäule bezeichnet wird. Dabei wird das Holz derart zersetzt, dass es – im Gegensatz zu einer würfeligen Braunfäule – eine längsfaserige Konsistenz behält.
Bei Kiefern breitet sich das Pilzmyzel nicht im Stamm aufwärts aus, sondern wird durch Harzbildung abgeschottet, ähnlich wie bei Befall durch die Krause Glucke. Er zersetzt stattdessen die Wurzeln, wodurch der Baum dennoch abstirbt. Da diese Erscheinung vor allem auf vormals landwirtschaftlich genutzten Flächen auftritt, wird sie auch als Ackersterbe bezeichnet.

#### Bekämpfung
Eine wirksame Behandlung befallener Bäume ist nicht möglich. Es lassen sich lediglich vorbeugende Maßnahmen treffen, um neue Infektionen zu verhindern. Hierfür wird unterschieden zwischen einer chemischen und einer biologischen Bekämpfung. Zur Bekämpfung trägt das Auftragen auf die frischen Schnittflächen mittels einer gesättigten Harnstofflösung (37-prozentig) bei, welche das Eindringen des Pilzes verhindert. Eine Förderung oder Impfung von Baumstümpfen mit antagonistischen Pilzen wie Phlebiopsis gigantea oder Trichoderma viride ist ebenfalls möglich. Aufgrund der Konkurrenz kann sich dann der Wurzelschwamm nicht ansiedeln (Substratkonkurrenz). Mit Hilfe von P. gigantea kann die Infektionsrate um 80 Prozent gesenkt werden.
Das ehemals eingesetzte Natriumnitrit ist schädlich für die Umwelt und wird daher heute nicht mehr eingesetzt. Die gängigsten biologischen Mittel zur Bekämpfung des Heterobasidion annosum wären: PG Suspension (Großbritannien), Rotstop (Nordeuropa), Rotex (Deutschland) und IBL (Polen). Aufgebracht wird die Sporensuspension händisch oder mittels des Harvesters.

## Verbreitung
Der Wurzelschwamm ist vor allem in der Holarktis verbreitet, wo er vor allem temperat bis boreal auftritt. Er kann aber auch meridional vorkommen. Daneben ist der Pilz in Australien und Neuseeland sowie in Indien, Pakistan und Mittelamerika zu finden.
In der Holarktis ist der Wurzelschwamm weit verbreitet und fehlt offenbar nur in China und Japan, wo stattdessen H. insulare in den küstennahen Gebieten anzutreffen ist. In Nordamerika ist der Pilz in den USA, zusammen mit Alaska, und Kanada verbreitet; in Asien kommt er im nördlichen Teil des Nahen Ostens (Kleinasien, Iran) und im Kaukasus sowie in Sibirien, Zentralasien und im Fernen Osten vor.
In Europa ist der Wurzelschwamm von der Küste des Mittelmeeres und des Atlantiks bis zur Ostgrenze des Kontinentes, dem Ural, weit verbreitet; nach Norden reicht das Gebiet bis zu den Hebriden und in den Norden Fennoskandinaviens. In der letzteren Region ist der Pilz allerdings recht selten. In ganz Mitteleuropa und vor allem in den Nadelwaldgebieten ist er häufig.
In Deutschland ist der Wurzelschwamm überall, auch auf den Inseln, häufig und praktisch lückenlos vertreten. In den Alpen kann der Pilz manchmal bis zur Waldgrenze vordringen.

## Verwandte Arten
Europäische Arten
- Tannen-Wurzelschwamm[4] (Heterobasidion abietinum) Niemelä & Korhonen 1998
- Kiefern-Wurzelschwamm[4] (Heterobasidion annosum) (Fr.) Bref.  1888
- Fichten-Wurzelschwamm[4] (Heterobasidion parviporum) Niemelä & Korhonen 1998

Weitere Arten
- Heterobasidion araucariae P.K. Buchanan  1988
- Heterobasidion arbitrarium (Corner) T. Hatt.  2001
- Heterobasidion insulare (Murrill) Ryvarden  1972